# Nicola Giordano (cestista)
Nicola Giordano (Venezia, 21 luglio 2003) è un cestista italiano.

## Carriera

### Club
Il 1 agosto 2023, firma un contratto biennale con la Fortitudo Bologna.
Il 2 gennaio 2025, rescinde il contratto con la Fortitudo Bologna, e scende in B nazionale al Basket Mestre.

### Nazionale
Nel 2023 ha partecipato, con l'Italia under 20, agli Europei di categoria, conclusi al nono posto finale.

## Palmares
- Supercoppa LNP: 1

Fortitudo Bologna: 2024